# Pan-Pot

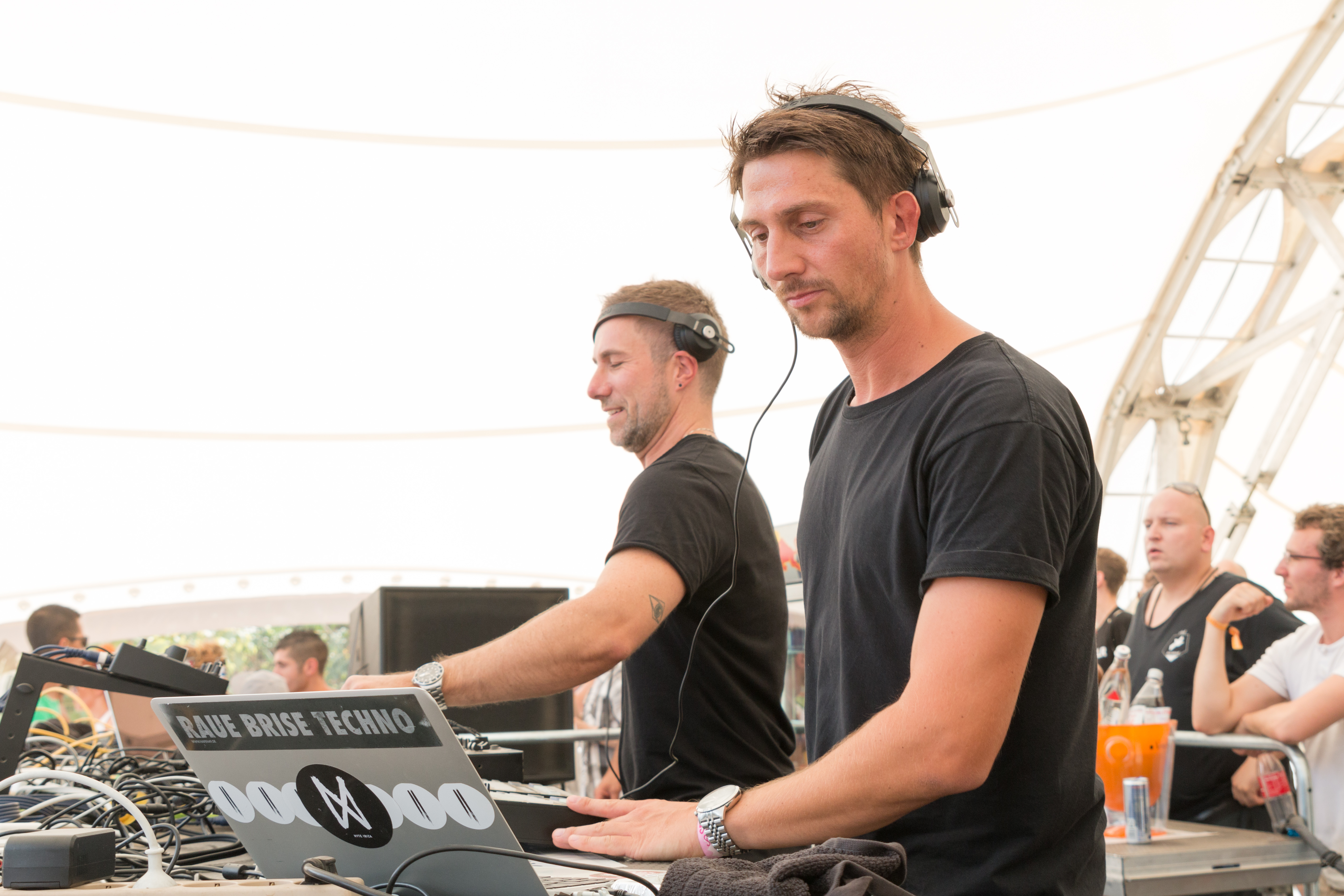
Pan-Pot beim Sea You 2015

Pan-Pot ist ein Berliner DJ- und Produzenten-Duo im Bereich elektronische  Tanzmusik bestehend aus Tassilo Ippenberger und Thomas Benedix.
Tassilo und Thomas besuchten an der Berliner SAE (School of Audio Engineering) den Studiengang Electronic Music Producer. Der musikalische Stil von Pan-Pot wurde durch die frühen Anfänge des House als auch des in Berlin sehr präsenten Minimal Techno geprägt.
Auf Anja Schneiders Label Mobilee Records erscheint der Track Popy & Caste, welcher gut in  den Clubs ankam, durch weitere Veröffentlichungen auf Mobilee einmaleins musik und True To Form wurden sie über die Grenzen von Berlin hinaus bekannt.
2007 erschien mit Pan-O-Rama das Debütalbum von Pan-Pot.

## Diskographie
- Maffia – Einmaleins Musik (2004)
- Popy & Caste – Mobilee (2005)
- Obscenity – Mobilee (2005)
- Pious Sin – Einmaleins Musik (2006)
- Black Lodge – Mobilee (2006)
- What Is What – Mobilee (2007)
- Charly – Mobilee (2007)
- Pan-O-Rama (CD-Album) – Mobilee (2007)
- Lost Tracks – Mobilee (2008)
- Confronted – Mobilee (2009)
- Confronted The Remixes – Mobilee (2009)
- Captain My Captain – Mobilee (2010)
- Captain My Captain Remixes – Mobilee (2011)
- Gravity – Mobilee (2012)
- White Fiction – Mobilee (2012)
- Cells – Second State Audio (2014)
- The Other (CD-Album) – Second State Audio (2015)

Remixe
- Mathias Schaffhäuser – Lost Vox (2005)
- Enliven Deep Acoustics – Down Over (2006)
- Misc – Frequenzträger (2006)
- Anja Schneider & Sebo K – Rancho Relaxo (2006)
- Feldah & Koba – Is Klar (2006)
- Sweet 'n Candy – Scrollmops (2007)
- Damian Schwartz – Verde Confetti Remixes (2007)
- Tim Xavier – Deception De Real Remixes (2007)
- Dapayk Solo – Impulsion Parasite Remixes (2007)
- Andomat 3000 feat. F.L.O – Quarzy EP (2008)
- Funzion – Helado En Globos (2008)
- Anja Schneider – Mole (2008)
- Asem Shama – Kabuki (2008)
- Brian Ffar – Billy Bought A Laser (2009)
- Sian – Skeleton (2009)
- Andre Winter – Dogma (2009)
- Sebrok – The Most Dangerous Game (2009)
- Pascal Mollin – Elephant (2009)
- Phil Kieran – Blood Of Barcelona Remixes (2010)
- Slam – Room 2 (2010)
- Dapayk & Padberg – Decade One Remixes (2010)
- Dustin Zahn & Joel Mull – Close Your Eyes Remixes (2010)
- Booka Shade – Regenerate (2010)
- Stephan Bodzin & Marc Romboy – Phobos Remixes (2011)
- Nicone feat. Narra – Caje (2011)
- Slam – Lifetimes, Soma Records 20 Years (2011)
- Kiki, Marco Resmann – Beggin' for the Heat (2012)
- Format:B – Restless Remixes Session 2 (2012)
- Paul Kalkbrenner – x (2014)

## Dokumentation
- Watch Pan-Pot: Back to Back - The Documentary, 2012, 59 Min., Regie Sebastian Radlmeier.